# Katharina Starlay
Katharina Starlay (* 1966 in Berlin) ist eine deutsche Imageberaterin, Modedesignerin und Sachbuchautorin.

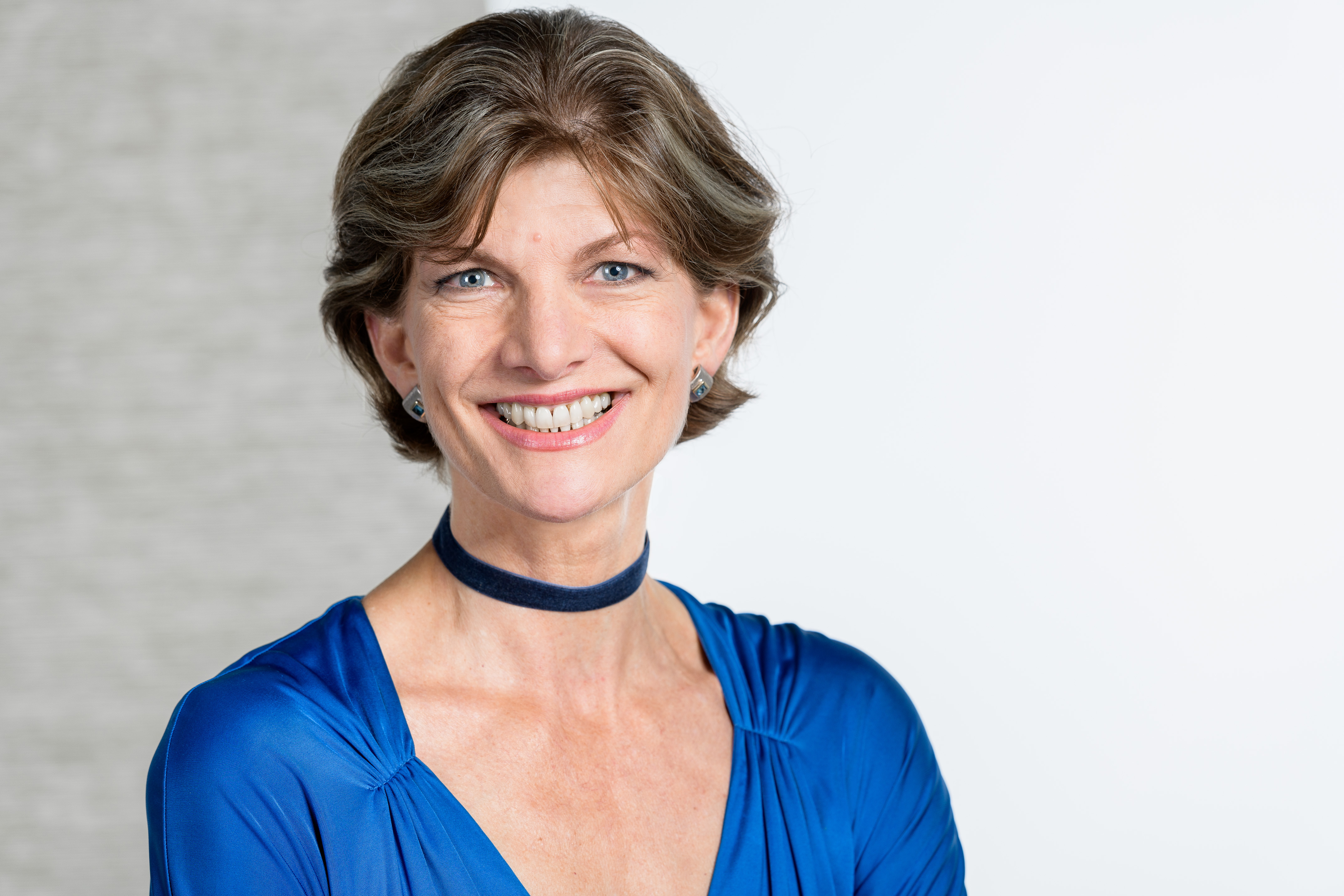
Katharina Starlay (2020)

## Leben
Sie studierte Modedesign beim LETTE-Verein Berlin und arbeitete nebenher als Model. Mit ihrer ersten Selbständigkeit von 1988 bis 1991 war sie eine der ersten Stil- und Imageberaterinnen im deutschsprachigen Raum. Ihre Arbeit ist beeinflusst von weiteren neun Jahren Führungserfahrung im Einzelhandel (Branchen Mode und Kosmetik) bei namhaften Unternehmen und 13 Jahren Leben in der Schweiz.
Starlay arbeitet als Beraterin und „Einkleiderin“ für Dresscode, Corporate Fashion, Markenimage und Knigge sowie auf Basis ihrer Karriereberater-Ausbildung als Beraterin zur Gestaltung des Rentenalters.
Sie ist Mitglied im Deutschen Knigge-Rat und Stilkolumnistin des Manager Magazins. Schwerpunkte ihrer Veröffentlichungen sind Aussehen, Auftreten und Benehmen im Berufsleben, stilvoll Älterwerden und der (nachhaltige) Umgang mit textilen Ressourcen. Ihr Debüt gab sie 2012 mit „Stilgeheimnisse“ bei Frankfurter Allgemeine BUCH, das 2024 als 6. erweiterte Neuauflage herauskam.
2019 gründete sie unter dem Namen der eingetragenen Marke Stilclub einen Eigenverlag, in dem weitere Veröffentlichungen entstanden, ab 2020 auch als Hörbücher, deren Sprecherin sie auch ist.

## Veröffentlichungen
Bücher
- Stilgeheimnisse – Stilsicher durch unsere immer lässiger werdende Welt, Frankfurter Allgemeine BUCH 2024, 6. erweiterte Neuauflage ISBN 978-3-96251-183-8
- Kleidung nachhaltig konsumieren – Mit Stil die Zukunft gestalten, Frankfurter Allgemeine BUCH 2023, ISBN 978-3-96251-154-8
- Der Stilcoach für Männer – Erfolgreich unterwegs in Job und Freizeit, Frankfurter Allgemeine BUCH 2017, 3. erweiterte Neuauflage Stilclub 2019, ISBN 978-3-94833-705-6
- Die 12 Gebote für Frauen im Business, Stilclub 2020, ISBN 978-3-948337-12-4, E-Book ISBN 978-3-948337-13-1
- Tattoos im Job – Wie die Kunst am Körper auch unsere Arbeitswelt verändert, Stilclub 2019, ISBN 978-3-948337-01-8, E-Book 2019
- Stilvoll älter werden – Erfolgreich über 50, Stilclub 2019, ISBN 978-3-948337-03-2, E-Book 2019
- Stilwissen to go – Wie Sie von A–Z im Businessalltag punkten (E-Book), Frankfurter Allgemeine BUCH 2015, ISBN 978-3-95601-146-7 (nur als EPUB)
- Karriere Spot 2 – Karriereberatung live, DGfK – Deutsche Gesellschaft für Karriereberatung 2007, ISBN 978-3-00-019236-4
- Stilkolumne „Starlay Express“, Manager Magazin online[1]

Hörbücher, gesprochen von Katharina Starlay
- Tattoos im Job – Wie die Kunst am Körper auch unsere Arbeitswelt verändert, Stilclub Hörbuch 2020, ISBN 978-3-948337-06-3
- Stilvoll älter werden – Erfolgreich über 50, Stilclub Hörbuch 2020, ISBN 978-3-948337-07-0
- Die größten Fallen beim Businesslunch – Und andere Fettnäpfchen, Stilclub Hörbuch 2020, ISBN 978-3-948337-08-7
- Knifflige Knigge-Fragen, Stilclub Hörbuch 2020, ISBN 978-3-948337-11-7